# جيم كافيزل
جيمس كافيزل (بالإنجليزية: Jim Caviezel)‏ أو «جيم كافيزل» ممثل أمريكي من مواليد 26 سبتمبر 1968 كانت بدايته عام 1991 , واشتهر بتاديته دور المسيح في فيلم آلام المسيح. ومن أشهر افلامه الأخرى فيلم كونت دى مونتي كريستو وديجا فو، وفي سبتمبر 2011 لعب دور «جون ريس» في مسلسل بيرسون أوف إنترست على شبكة سي بي اس .

## العائلة
ولد كافيزل في ماونت فيرنون، واشنطن، في 26 أيلول 1968. والدته مارغريت (ني افري)، كانت ممثلة في مرحلة سابقة وربة منزل، والده «جيمس», لديه أخ أصغر سنا «تيموثي» وثلاث شقيقات «آن», «ايمي» و «ايرين».
في عام 1993 ارتبط بكيري برويت وهي مدرسة للغة الإنجليزية وعازفة الناي. وتزوجا في 20 يوليو 1996، وقد تبنى طفلين من الصين،
يعتبر «كافيزل» وزوجته «كيري» على حد سواء كاثوليك ملتزمين وكان متحدثاً وخطيباً مميزاً في الأماكن الدينية منذ صدور فيلم آلام المسيح. وفي 19 مارس 2005 كان هو المتحدث الرسمي للمؤتمر الأول للرجال الكاثوليك في بوسطن. وفي عام 2006 التحق كافيزل في فئة واحدة على الأقل في جامعة نوتردام، ولكن ليس كطالب بدوام كامل.

## المشوار الفنى
بدأ كافيزل التمثيل في مسرحيات في سياتل، حصل في عام 1991 على دورا ثانويا في فيلم My Own Private Idaho , ثم انتقل إلى لوس انجلوس لمواصلة مسيرته. عرضت عليه منحة دراسية لدراسة التمثيل في مدرسة جوليارد في نيويورك في عام 1993، لكنه رفضن ذلك لصالح دورا في فيلم Wyatt Earp عام 1994، حيث لعب دور ارن إرب.
وظهر في G.I. Jane عام 1997، ثم شارك في فيلم في ترنس ماليك The Thin Red Line عن الحرب العالمية الثانية، في عام 1999 ظهر في فيلم Ride with the Devil من إخراج أنغ لي ثم أنطلق كافيزل في أدوار متعددة في أفلام هوليوود مثل Frequency وPay it Forward و Angel Eyes . في عام 2002 لعب كافيزل دور البطولة في فيلم The Count of Monte Cristo, في عام 2004 أختار المخرج ميل غيبسون كافيزل لتأدية دور المسيح في فيلم The Passion of the Christ. .

## بعض أعماله
- جينيرايتور ريكس
- أنا ديفيد (فيلم 2003)
- ذا بريزونر (مسلسل 2009)
- ديجا فو (فيلم)
- آلام المسيح
- كونت مونتي كريستو
- باي إت فورورد (فيلم)
- الصخرة
- بيرسون أوف إنترست
- جرائم عليا
- عيون الملاك
- رجم ثريا (فيلم)
- بولص رسول المسيح

## روابط خارجية
- جيم كافيزل على موقع IMDb (الإنجليزية)
- جيم كافيزل على موقع روتن توميتوز (الإنجليزية)
- جيم كافيزل على موقع ألو سيني (الفرنسية)
- جيم كافيزل على موقع تيرنر كلاسيك موفيز (الإنجليزية)
- جيم كافيزل على موقع أول موفي (الإنجليزية)
- جيم كافيزل على موقع بوكس أوفيس موجو (الإنجليزية)
- جيم كافيزل على موقع قاعدة بيانات الأفلام السويدية (السويدية)
- جيم كافيزل على موقع إن إن دي بي (الإنجليزية)
- جيم كافيزل على موقع قاعدة بيانات الفيلم (الإنجليزية)
- جيم كافيزل على موقع كينوبويسك (الروسية)